# Hilário Alencar da Silva
Hilário Alencar da Silva (20 de setembro de 1953) é um pesquisador brasileiro, titular da Academia Brasileira de Ciências na área de Ciências Matemáticas desde 2007.
É professor da Universidade Federal de Alagoas, mas também orienta alunos pelo programa de pós graduação em matemática da Universidade Federal da Bahia.
Foi condecorado com a comenda da Ordem Nacional do Mérito Científico.